# 28 ديسمبر
- السبت
- الأحد
- الاثنين
- الثلاثاء
- الأربعاء
- الخميس
- الجمعة

- 298 جمادى الآخرة 1447  هـ
- 309 جمادى الآخرة 1447  هـ
- 110 جمادى الآخرة 1447  هـ
- 211 جمادى الآخرة 1447  هـ
- 312 جمادى الآخرة 1447  هـ
- 413 جمادى الآخرة 1447  هـ
- 514 جمادى الآخرة 1447  هـ
- 615 جمادى الآخرة 1447  هـ
- 716 جمادى الآخرة 1447  هـ
- 817 جمادى الآخرة 1447  هـ
- 918 جمادى الآخرة 1447  هـ
- 1019 جمادى الآخرة 1447  هـ
- 1120 جمادى الآخرة 1447  هـ
- 1221 جمادى الآخرة 1447  هـ
- 1322 جمادى الآخرة 1447  هـ
- 1423 جمادى الآخرة 1447  هـ
- 1524 جمادى الآخرة 1447  هـ
- 1625 جمادى الآخرة 1447  هـ
- 1726 جمادى الآخرة 1447  هـ
- 1827 جمادى الآخرة 1447  هـ
- 1928 جمادى الآخرة 1447  هـ
- 2029 جمادى الآخرة 1447  هـ
- 211 رجب 1447  هـ
- 222 رجب 1447  هـ
- 233 رجب 1447  هـ
- 244 رجب 1447  هـ
- 255 رجب 1447  هـ
- 266 رجب 1447  هـ
- 277 رجب 1447  هـ
- 288 رجب 1447  هـ
- 299 رجب 1447  هـ
- 3010 رجب 1447  هـ
- 3111 رجب 1447  هـ
- 112 رجب 1447  هـ
- 213 رجب 1447  هـ

28 ديسمبر أو 28 كانون الأوَّل أو يوم 28 \ 12 (اليوم الثامن والعشرون من الشهر الثاني عشر) هو اليوم الثاني والستون بعد الثلاثمائة (362) من السنة، أو الثالث والستون بعد الثلاثمائة (363) في السنوات الكبيسة، وفقًا للتقويم الميلادي الغربي (الغريغوري). يبقى بعده 3 أيَّام على انتهاء السنة.

## أحداث
- 1836 - تأسيس جنوب أستراليا وأديليد.
- 1882 - الإنجليز ينفون الزعيم المصري أحمد عرابي إلى جزيرة سرنديب.
- 1903 - افتتاح المتحف الإسلامي في القاهرة.
- 1908 - زلزال في مدينة مسينة من جزيرة صقلية يحصد 75000 نسمة.
- 1912 - ظهور الترام لأول مرة في شوارع سان فرانسيسكو.
- 1947 - مجموعة يهودية تهاجم «مقهى اللفتاوي» في البلدة القديمة من القدس وتقتل وتجرح 17 فلسطينيًا.
- 1948 -
  - اغتيال رئيس الوزراء المصري محمود فهمي النقراشي.
  - انعقاد مؤتمر في نابلس أقر فيه بمبايعة الملك عبد الله الأول بن الحسين ملكًا شرعيًا على فلسطين وشرق الأردن.
- 1968 - قوة كوماندوس إسرائيلية تشن هجومًا على مطار بيروت الدولي وتدمر أسطولًا مكونًا من 13 طائرة مدنية تابعة لمختلف شركات النقل اللبنانية العاملة آنذاك، وقد جاءت هذه العملية ردًا على هجوم قام به عنصران تابعان للجبهة الشعبية لتحرير فلسطين ضد طائرة إل عال الإسرائيلية في مطار أثينا الدولي.
- 1999 - انتخاب الرئيس التركمانستاني صابر مراد نيازوف رئيسًا مدى الحياة.
- 2002 - اغتيال النائب الاشتراكي اليمني جار الله عمر بالرصاص على يد مجهول.
- 2004 - أسامة بن لادن يظهر في شريط مرئي يدعو فيه إلى مقاطعة الانتخابات العراقية.
- 2007 - البرلمان النيبالي يلغي الحكم الملكي ويعلن نيبال جمهورية ديمقراطية.
- 2010 - مجلس الأمة الكويتي يناقش استجواب لرئيس الوزراء الشيخ ناصر المحمد الصباح قدم من قبل النواب مسلم البراك وصالح الملا وجمعان الحربش حول قضايا يتعلق بانتهاكات محتملة للدستور والحريات العامة، وعشرة نواب بعد نهاية الجلسة يقدمون كتاب بعدم التعاون مع رئيس الحكومة.
- 2013 - الحكومة الصينية تخفف من قانون سياسة الطفل الواحد وتسمح بإنجاب طفل ثان لزوجين أحدهما كان الابن الوحيد لأسرته.
- 2014 - اختفاء رحلة طيران آسيا رقم 8501 في بحر جاوة في الحدث الثالث من نوعه في نفس العام.
- 2015 - القوات العراقية تستعيد السيطرة على مدينة الرمادي في معركة الرمادي الثانية ضد تنظيم الدولة الإسلامية.
- 2017 - اندلاع احتجاجات مناهضة للحكومة في عدد من المدن الإيرانية بسبب ارتفاع تكلفة المعيشة.
- 2019 - مقتل أكثر من 91 شخصًا بينهم أجانب في تفجير انتحاري وقع عند نقطة تفتيش للشرطة في العاصمة الصومالية مقديشو، وهو التفجير الأكثر دموية منذ عامين.

## مواليد
- 1522 - مارغريت هابسبورغ، حاكمة هولندا.
- 1856 - وودرو ويلسون، رئيس الولايات المتحدة الثامن والعشرون حاصل على جائزة نوبل للسلام عام 1919.
- 1870 - جمال الدين تشاوشيفيتش، إمام بوسني.
- 1882 -
  - السير آرثر ستانلي إدنغتون، عالم إنجليزي في علم الفلك والفيزياء.
  - محمد جميل الشطي، عالم مسلم وقاضي وصوفي وشاعر سوري.
- 1902 - مورتيمر أدلر، فيلسوف أمريكي.
- 1903 - جون فون نيومان، عالم رياضيات أمريكي.
- 1921 - عبد المنعم مدبولي، ممثل مصري.
- 1922 -
  - علي إسماعيل، موسيقار مصري.
  - ستان لي، كاتب وممثل أمريكي.
- 1936 - أنتي زانتيك، لاعب كرة قدم يوغسلافي.
- 1944 - كاري موليس، عالم كيمياء أمريكي حاصل على جائزة نوبل في الكيمياء عام 1993.
- 1925 - ناهد صبري، ممثلة وراقصة مصرية.
- 1953 - ريتشارد كلايدرمان، موسيقي فرنسي.
- 1954 - دنزل واشنطن، ممثل أمريكي.
- 1955 - ليو شياوبو، ناشط صيني في حقوق الإنسان حاصل على جائزة نوبل للسلام عام 2010.
- 1969 - لينوس تورفالدس، مهندس برمجيات فنلندي.
- 1971 - شعبان عباس، ممثل كويتي.
- 1974 - أميرة فتحي، ممثلة مصرية.
- 1976 - جو مانغانيلو، ممثل أمريكي.
- 1980 -
  - لومانا لوا لوا، لاعب كرة قدم كونغولي.
  - فينيسا فرليتو، ممثلة أمريكية.
- 1981 -
  - سينا ميلير، ممثلة إنجليزية.
  - خالد بولحروز، لاعب كرة قدم هولندي من أصل مغربي.
  - ميكا فايراينن، لاعب كرة قدم فنلندي.
- 1982 - غدير صفر، ممثلة كويتية.
- 1984 - ليروي ليتا، لاعب كرة قدم إنجليزي.
- 1986 - توم هودلستون، لاعب كرة قدم إنجليزي.
- 1987 - توماس ديكر، ممثل أمريكي.

## وفيات
- 300 - البابا ثاؤنا، بابا الإسكندرية.
- 1503 - بييرو الثاني دي ميديشي، حاكم فلورنسا.
- 1663 - فرانشيسكو ماريا جريمالدي، عالم رياضيات وفيزياء إيطالي.
- 1694 - الملكة ماري الثانية، ملكة إنجلترا.
- 1703 - السلطان مصطفى الثاني، السلطان العثماني الثالث والعشرين.
- 1947 - الملك فيكتور عمانويل الثالث، ملك مملكة إيطاليا.
- 1948 - محمود فهمي النقراشي، رئيس وزراء مصر.
- 1965 - هلال بن بدر البوسعيدي، شاعر وكاتب عماني.
- 2002 - الأميرة فادية، ابنة فاروق الأول ملك مصر.
- 2007 - الشيخ عبد الله الأحمر، رئيس مجلس النواب اليمني.
- 2009 - الحبيب بورقيبة الابن، سياسي تونسي.
- 2012 - ذهني الوحيدي، طبيب فلسطيني، كان وزيرًا للصحة ضمن حكومة أحمد قريع الثالثة.
- 2014 -
  - جبار طاووس الكحيلي، الزعيم الروحي لطائفة الصابئة المندائية.
  - بسام الجلبي، باحث ومؤرخ وقاص وصحفي عراقي.
- 2016 -
  - ديبي رينولدز، مُمثلة أمريكية.
  - غريغوريو كونرادو ألفاريز، رئيس الأوروغواي السابق.
- 2021 - محمد الشماط، ممثل سوري.

## أعياد ومناسبات
- ذكرى مذبحة الأبرياء.

## وصلات خارجية
- وكالة الأنباء القطريَّة: حدث في مثل هذا اليوم.
- النيويورك تايمز: حدث في مثل هذا اليوم.
- BBC: حدث في مثل هذا اليوم.